# Парламентские выборы в Испании (апрель 1872)
Выборы в Конгресс депутатов Испании 1872 года прошли 3 и 6 апреля, став вторыми выборами в период царствования короля Амадео Савойского, прошедшими в соответствии с либерально-монархической конституцией 1869 года. Выборы прошли в условиях всеобщего мужского избирательного права.

## Предыстория
В марте 1871 года победу на парламентских выборах одержала Прогрессивно-либеральная коалиция во главе генералом Франсиско Серрано-и-Домингес, включавшая в себя либералов Серрано, прогрессистов и демократов. 12 декабря новым главой испанского правительства стал один из лидеров Прогрессивной партии Пракседес Матео Сагаста. Единство правящей коалиции продержалось недолго. Причиной стал раскол Прогрессивной партии, приведшей к выходу из неё левого крыла, радикалов. Вместе с большинством членов Демократической партии радикалы образовали новую партию, Радикально-демократическую, которую возглавили Мануэль Руис Соррилья, Кристино Мартос и Николас Риверо. Прогрессисты-конституционалисты во главе с Сагастой создали свою партию, Конституционную, к которой присоединились часть членов Либерального союза, не разделявших консервативные взгляды Серрано. Раскол в рядах прогрессистов привёл не только к развалу партии, но и к парламентскому кризису, что и стало причиной новых парламентских выборов.
В выборах в апреле 1872 года приняли участие Консервативно-конституционная коалиция, в которую объединились конституционалисты во главе с Сагастой, консервативное крыло Либерального союза во главе с Франсиско Серрано и ряд независимых политиков, Республиканская демократическая партия (Франсиско Пи-и-Маргаль), радикальные демократы, католики-традиционалисты (приверженцы дона Карлоса Младшего и примкнувшие к ним «нео-католики» во главе с Кармело Носедалем), Умеренная партия (остатки Умеренной либеральной партии во главе с Алехандро Моном) и независимые кандидаты. Революционно настроенные радикалы из числа федеральных республиканцев (так называемые «непримиримые») выступили за бойкот голосования.

## Результаты
Всего был избран 391 депутат, не считая 18 депутатов, избранных на Кубе и 11 в Пуэрто-Рико.
Победу на выборах одержала Консервативно-конституционная коалиция во главе с премьер-министром Пракседес Матео Сагастой, завоевав более 60 % мест. Из завоёванных коалицией 236 мест 129 получили консерваторы, 82 конституционалисты и 25 их союзники. Главные оппоненты правящей коалиции, республиканцы во главе с Пи-и-Маргалем, смогли сохранить своё парламентское представительство. Радикальные демократы оказались третьими, а приверженцы абсолютизма во главе с претендентом на испанский престол доном Карлосом Младшим потеряли почти четверть своих мандатов.

Распределение мест в Конгрессе депутатов по итогам выборов в апреле 1872 года
Консервативно-конституционная коалиция: 236
Республиканская федеральная партия: 52
Радикально-демократическая партия: 42
Католико-монархическое причастие: 38
другие: 23

Итоги выборов в Конгресс депутатов 3 и 6 апреля 1872 года
| Партии и коалиции                                            | Партии и коалиции                      | Партии и коалиции                          | Лидер                                   | Места | Места | Места  |
| Партии и коалиции                                            | Партии и коалиции                      | Партии и коалиции                          | Лидер                                   | Места | +/−   | %      |
| ------------------------------------------------------------ | -------------------------------------- | ------------------------------------------ | --------------------------------------- | ----- | ----- | ------ |
|                                                              | Консервативно-конституционная коалиция | исп. Coalición Conservadora-constitucional | Пракседес Матео Сагаста                 | 236   | ▲1    | 60,36  |
|                                                              | Республиканская федеральная партия     | исп. Partido Republicano Federal           | Франсиско Пи-и-Маргаль                  | 52    | ▬     | 13,30  |
|                                                              | Радикально-демократическая партия      | исп. Partido Demócrata-Radical             | Мануэль Руис Соррилья                   | 42    | —     | 10,74% |
|                                                              | Католико-монархическое причастие       | исп. Comunión Católico-Monárquica          | Карлос Мария де Бурбон/Кармело Носедаль | 38    | ▼13   | 9,72   |
|                                                              | Умеренная партия                       | исп. Partido Moderado                      | Алехандро Мон                           | 11    | ▼11   | 2,81   |
|                                                              | Независимые                            | исп. Independientes                        |                                         | 3     | —     | 0,77   |
|                                                              | Другие                                 | Другие                                     | Другие                                  | 9     | ▼10   | 2,30   |
|                                                              |                                        |                                            |                                         |       |       |        |
| Всего                                                        | Всего                                  | Всего                                      | Всего                                   | 391   | ▬     | 100    |
|                                                              |                                        |                                            |                                         |       |       |        |
| Источник: - Historia Electoral - Spain Historical Statistics |                                        |                                            |                                         |       |       |        |

## Результаты по регионам
Консервативно-конституционная коалиция заняла первое место по количеству избранных депутатов в 38 провинциях. Карлисты взяли верх в 4 регионах (Бискайя, Гипускоа, Бургос и Наварра). Республиканцы-федералисты выиграли выборы в двух провинциях (Барселоне и на Балеарских островах). Радикальные демократы также смогли победить в двух регионах (Мадрид и Сория). В Алаве места поделили карлисты и умеренные. В Таррагоне мандата достались представителям Конституционной партии и республиканцы. Партийная принадлежность депутатов от Канарских островов неизвестна. В Мадриде из 7 мест 5 достались радикальным демократам, два смогли завоевать республиканцы, в Барселоне 4 мандата из 5 завоевали республиканцы, ещё один получил радикальный демократ.

## После выборов
Председателем Конгресса был избран Антонио де Риос и де лас Росас (консерватор). Председателем Сената остался Франсиско Санта-Крус.
21 апреля 1872 года приверженцы дона Карлоса Младшего, принявшего имя Карла VII, подняли антиправительственное восстание в северных провинциях Испании, положив начало Третьей карлистской войне. Необходимость борьбы против карлистов, вновь взявшихся за оружие, привело к тому, что 26 мая 1872 года испанское правительство возглавил генерал Франсиско Серрано (консерватор). Тяжёлое внутриполитическое положение уже вскоре вынудило короля вновь сменить правительство. Уже 13 июня того же 1872 года Серрано, подавшего в отставку, на посту премьер-министром сменил радикал Мануэль Руис Соррилья. Столкнувшись с невозможностью формирования стабильного правительства новый глава испанского кабинета назначил досрочные выборы на 24 августа 1872 года.